# Lesotho Premier League 2024-2025
La Lesotho Premier League 2024-2025 è stata la cinquantaseiesima edizione della massima divisione del campionato lesothiano di calcio. Il campionato è iniziato il 21 settembre 2024 ed è terminato il 24 maggio 2025.
Il Lioli era la squadra campione in carica e si è riconfermato, vincendo il suo settimo titolo nazionale.

## Stagione

### Novità
Al termine della stagione precedente sarebbero dovute retrocedere ACE Maseru e Naughty Boys, ultime due classificate del campionato. Tuttavia il CCX non è riuscito ad iscriversi al campionato per problemi economici e l'ACE Maseru è stato ripescato. In aggiunta, il Likila United ha terminato le attività prima dell'inizio della nuova stagione.
Al loro posto dalla A Division sono stati promossi Limkokwing University, Majanja e 

### Formula
Le 16 squadre partecipanti giocano un girone all'italiana con partite di andata e ritorno, per un totale di 30 giornate. Al termine della stagione, la prima classificata è campione del Lesotho e si qualifica per la CAF Champions League 2025-2026, mentre le ultime due vengono retrocesse in A Division.

## Squadre partecipanti
| Squadra               | Città        | Stagione precedente   |
| --------------------- | ------------ | --------------------- |
| ACE Maseru            | Maseru       | 15° in Premier League |
| Bantu                 | Mafeteng     | 3° in Premier League  |
| LCS                   | Maseru       | 6° in Premier League  |
| LDF                   | Maseru       | 7° in Premier League  |
| Lifofane              | Butha-Buthe  | 8° in Premier League  |
| Lijabatho             | Morija       | 9° in Premier League  |
| Limkokwing University | Maseru       | A Division            |
| Linare                | Maputsoe     | 5° in Premier League  |
| Lioli                 | Teyateyaneng | Campione di Lesotho   |
| Liphakoe              | Quthing      | 10° in Premier League |
| Police                | Maseru       | 4° in Premier League  |
| Machokha              | Maseru       | 12° in Premier League |
| Majanja               | Quthing      | A Division            |
| Manonyane             | Nyakosoba    | 14° in Premier League |
| Matlama               | Maseru       | 2° in Premier League  |
| Mzamane               | Mokhotlong   | A Division            |

## Classifica
|                    | Pos. | Squadra               | Pt | G  | V  | N  | P  | GF | GS | DR  |
| ------------------ | ---- | --------------------- | -- | -- | -- | -- | -- | -- | -- | --- |
| Lesotho (bandiera) | 1.   | Lioli                 | 71 | 30 | 22 | 5  | 3  | 55 | 15 | +40 |
|                    | 2.   | Matlama               | 65 | 30 | 19 | 8  | 3  | 63 | 27 | +36 |
|                    | 3.   | LDF                   | 62 | 30 | 19 | 5  | 6  | 59 | 22 | +37 |
|                    | 4.   | Bantu                 | 61 | 30 | 19 | 4  | 7  | 66 | 34 | +32 |
|                    | 5.   | LCS                   | 54 | 30 | 17 | 3  | 10 | 41 | 20 | +21 |
|                    | 6.   | Lijabatho             | 53 | 30 | 15 | 8  | 7  | 44 | 23 | +21 |
|                    | 7.   | Police                | 48 | 30 | 13 | 9  | 8  | 47 | 34 | +13 |
|                    | 8.   | Lifofane              | 45 | 30 | 12 | 9  | 9  | 33 | 29 | +4  |
|                    | 9.   | Majanja               | 38 | 30 | 9  | 11 | 10 | 36 | 28 | +8  |
|                    | 10.  | Linare                | 37 | 30 | 10 | 7  | 13 | 31 | 28 | +3  |
|                    | 11.  | Manonyane             | 32 | 30 | 8  | 8  | 14 | 24 | 46 | -22 |
|                    | 12.  | Machokha              | 28 | 30 | 6  | 10 | 14 | 19 | 36 | -17 |
|                    | 13.  | Limkokwing University | 23 | 30 | 5  | 8  | 17 | 28 | 47 | -19 |
|                    | 14.  | Liphakoe              | 18 | 30 | 4  | 6  | 20 | 16 | 61 | -45 |
|                    | 15.  | ACE Maseru            | 15 | 30 | 2  | 9  | 19 | 25 | 72 | -47 |
|                    | 16.  | Mzamane               | 14 | 30 | 4  | 2  | 24 | 14 | 79 | -65 |

Legenda
      Campione del Lesotho e ammessa alla CAF Champions League 2025-2026.
      Retrocessa in A Division 2025-2026.
Note:
Tre punti a vittoria, uno a pareggio, zero a sconfitta.